# Gloria Leonard
Gloria Leonard, pseudonimo di Gale Sandra Klinetsky (New York, 28 agosto 1940 – Waimea, 3 febbraio 2014), è stata un'attrice pornografica e regista statunitense.

## Vita e carriera
La Leonard nacque e crebbe nel Bronx, a New York. Lavorò a Wall Street come rappresentante della Schweickart and Company per tre anni. Lavorò anche in diverse aziende PR, fu una copywriter per l'Elektra Records, lavorando per il pubblicista Johnny Carson.

## Carriera pornografica
Cominciò a recitare nel mondo della pornografia nel 1976, apparendo in vari film fra i quali: The Trouble With Young Stuff, All About Gloria Leonard (entrambi i film sono stati scritti e diretti da Joseph W. Sarno), The Opening of Misty Beethoven (diretto da Radley Metzger), Fortune Smiles e Taboo American Style. Lavorò con molte attrici, tra cui Constance Money, Leslie Bovee, Sharon Mitchell, Jennifer Welles e Samantha Fox, prima di ritirarsi dalle scene nel 1984. Diresse anche alcuni film porno e fu sposata con Bobby Hollander. Dopo essersi trasferita nelle Hawaii nel 1993, ritornò a Los Angeles nel 1997 a lavorare per la Private Media Group.

## High Society
Dopo la sua carriera come attrice pornografica Gloria Leonard ha lavorato per 14 anni come editore per il magazine High Society, che fu pioniere nella pubblicazione di foto nude di personaggi famosi e nella creazione di linee telefoniche erotiche. Fu assunta dall'editore stesso della rivista, Carl Ruderman, che cercava un editore femminile per una pubblicazione maschile. Margot Kidder, Ann-Margret e Barbra Streisand cercarono di citare in giudizio la rivista dopo che la stessa aveva pubblicato alcune loro foto che le ritraevano nude.
La Leonard istituì le prime linee telefoniche erotiche nel 1983 e la rivista combatté una causa legale in loro difesa, su una questione di libertà di parola, presso la Corte suprema degli Stati Uniti, vincendo. Fu responsabile di High Society dal 1977 al 1991. Nei primi anni ottanta la Leonard concluse un accordo con Norman Mailer per scrivere un film porno, tuttavia il progetto non fu mai realizzato.

## Apparizioni televisive
Nel 1984 recitò nel ruolo di una venditrice in Simon & Simon, nell'episodio Manna dal cielo. Gloria fu anche ospite in vari talk-show, inclusi The Oprah Winfrey Show, Geraldo, Maury, Larry King Live e The Howard Stern Show. Condusse anche propri show televisivi quali The Leonard Report: For Adults Only e successivamente Gloria Leonard's Hot Shopper Hour.

## Morte
Tra il 31 gennaio e il 1º febbraio 2014 è stata sottoposta ad un intervento chirurgico a seguito di un ictus. Due giorni dopo è deceduta per le complicanze della malattia.

## Riconoscimenti
- AVN Awards
  - 2002 – Reuben Sturman Memorial Award[5]
  - AVN Hall of Fame
- XRCO Awards
  - 1986 – Best Actress per Taboo American Style 1: The Ruthless Beginning[6]
  - 1989 – XRCO Hall of Fame[7]

Altri premi
- AFVAA Award 1985 – Best Actress – per Taboo American Style 1: The Ruthless Beginning

## Filmografia
- Executive Secretary (1974)
- Farmer's Daughters (1975)
- A bocca piena (The Opening of Misty Beethoven), regia di Radley Metzger (1975)
- Bizarre Moods (1976)
- Kinkorama (1976)
- Souperman (1976)
- Temptations (1976)
- Trouble With Young Stuff (1976)
- Virgin Dreams (1976)
- Water Power, regia di Shaun Costello (1976)
- Candy Lips (1977)
- Fiona on Fire (1977)
- Heat Wave (1977)
- Joy (1977)
- Odyssey (1977)
- All About Gloria Leonard (1978)
- Hollywood Goes Hard (1978)
- Intimate Desires (1978)
- Legend of Lady Blue (1978)
- Little Blue Box (1978)
- Brivido erotico (Maraschino Cherry), regia di Radley Metzger (1978)
- MisBehavin' (1978)
- Extreme Close-Up (1979)
- New York Babes (1979)
- La grande bocca di Odette (Bon Appétit), regia di Chuck Vincent (1980)
- October Silk (1980)
- Silky (1980)
- Summer Beach House (1980)
- Tramp, regia di Chuck Vincent (1980)
- Johnny Does Paris (1981)
- Roommates, regia di Chuck Vincent (1981)
- World of Henry Paris (1981)
- Dirty Looks (1982)
- Real Estate (1982)
- Best of John Holmes (1984)
- Bizarre Thunder (1984)
- BurleXXX (1984)
- Celebration (1984)
- Opening Night (1984)
- First Annual XRCO Adult Film Awards (1985)
- Hot Wire (1985)
- Magic Girls (1985)
- New York Vice (1985)
- Phone Sex Fantasies (1985)
- She's So Fine (1985)
- Taboo American Style 1 (1985)
- Taboo American Style 2 (1985)
- Taboo American Style 3 (1985)
- Taboo American Style 4 (1985)
- Vanessa's Bed of Pleasure (1985)
- Bad Girls 4 (1986)
- Come to Me (1986)
- Three Daughters (1986)
- Babes in Joyland (1987)
- Legends of Porn 1 (1987)
- Flesh in Ecstasy 15: Bunnie Bleu (1988)
- Girls Who Dig Girls 8 (1988)
- Legends of Porn 3 (1991)
- Made in Heaven (1991)
- Naked Goddess (1991)
- On Trial 3 (1992)
- On Trial 4 (1992)
- Only the Very Best on Film (1993)
- Valley of the Bi Dolls (1993)
- Blue Vanities S-560 (1994)
- Naked Goddess 2 (1994)
- Revenge of the Bi Dolls (1994)
- Night of the Living Bi-dolls (1997)
- Phoenix Rising (1998)
- Still Insatiable (1998)
- High Heels 'n Hot Wheels (1999)
- Looking for Mr. Big (2000)
- Ooze (2000)
- Wadd: The Life And Times Of John C. Holmes (2001)
- Samantha Fox Collection (2005)
- Crazy For Love
- Inside Gloria Leonard